# Bit per secondo
Il bit per secondo (simbolo bit/s, talvolta anche bps o b/s) è un'unità di misura della capacità di un canale di comunicazione (bitrate).
In alternativa è un'unità di misura della quantità di informazione trasmessa su un canale di comunicazione.
Un'unità di misura simile è il baud, con cui viene spesso confusa. Tuttavia il baud misura il numero di simboli trasmessi per secondo e, in generale, a un simbolo possono corrispondere più bit.
Ad esempio, nello standard V.32 bis per i modem su linea telefonica, si trasmette a 2400 baud, ma ad ogni simbolo corrispondono 6 bit per cui la velocità di trasmissione è 14.400 bit/s ovvero 6×2400.
| Prefissi SI         | Prefissi SI | Prefissi SI | Prefissi binari     | Prefissi binari | Prefissi binari |
| Nome                | Simbolo     | Multipli    | Nome                | Simbolo         | Multipli        |
| ------------------- | ----------- | ----------- | ------------------- | --------------- | --------------- |
| kilobit per secondo | kbit/s      | 103         | kibibit per secondo | Kibit/s         | 210             |
| megabit per secondo | Mbit/s      | 106         | mebibit per secondo | Mibit/s         | 220             |
| gigabit per secondo | Gbit/s      | 109         | gibibit per secondo | Gibit/s         | 230             |
| terabit per secondo | Tbit/s      | 1012        | tebibit per secondo | Tibit/s         | 240             |

Data la continua evoluzione del web e l'aumento costante del download di file multimediali di grandi dimensioni, qui sotto è riportata una tabella dei tempi necessari (indicativi) per il download di alcuni contenuti multimediali di dimensioni differenti:
| Tipo di contenuto        | ADSL 7 Mb/s | ADSL 20 Mb/s | VDSL 30 Mb/s | VDSL 50 Mb/s | VDSL 100 Mb/s | VDSL 150 Mb/s | FTTH 300 Mb/s | FTTH 500 Mb/s | FTTH 1 Gb/s |
| ------------------------ | ----------- | ------------ | ------------ | ------------ | ------------- | ------------- | ------------- | ------------- | ----------- |
| File audio Mp3 (10 MB)   | 11 secondi  | 4 secondi    | 2 secondi    | 1 secondo    | 0.8 secondi   | 0.5 secondi   | 0.2 secondi   | 0.1 secondi   | 0.1 secondi |
| Film 720p iTunes (3 GB)  | 57 minuti   | 20 minuti    | 13 minuti    | 8 minuti     | 4 minuti      | 3 minuti      | 1 minuto      | 48 secondi    | 24 secondi  |
| Film 1080p iTunes (6 GB) | 2 ore       | 40 minuti    | 27 minuti    | 16 minuti    | 8 minuti      | 5 minuti      | 3 minuti      | 2 minuti      | 48 secondi  |
| Film 4K (160 GB)         | 51 ore      | 18 ore       | 12 ore       | 7 ore        | 4 ore         | 2 ore         | 1 ora         | 43 minuti     | 21 minuti   |